# Base Aérea de Manaus
A Base Aérea de Manaus (BAMN) (IATA: PLL, ICAO: SBMN), oficialmente ALA 8, é uma unidade operacional da Força Aérea Brasileira localizada no município de Manaus, capital do estado do Amazonas.
Também conhecida como Aeroporto Ponta Pelada, foi inaugurada em 1954 e, por duas décadas, foi o principal aeroporto da cidade até a inauguração do Aeroporto Internacional de Manaus, em 1976. Localizada na Zona Sul da cidade de Manaus, atualmente é utilizado para operações da Aeronáutica, do Exército e da Polícia Federal. 
Ativada em 31 de março de 1970, a ALA 8 é uma organização militar que se destaca no cenário nacional por seu desempenho na Amazônia. É a principal organização logística da Força Aérea Brasileira na Amazônia Ocidental.

## História
Com o objetivo de permitir a expansão das linhas do Correio Aéreo Nacional e criar mais um ponto de apoio para as aeronaves da FAB em trânsito pela amazônia, foi criado em 8 de dezembro de 1953 o Destacamento de Base Aérea de Manaus.
O Aeroporto Ponta Pelada foi construído pelo engenheiro Trajano Mendes e inaugurado pelo presidente Getúlio Vargas, em 20 de janeiro de 1954, comemorando a passagem do décimo terceiro aniversário da criação do Ministério da Aeronáutica.

### Base Aérea de Manaus

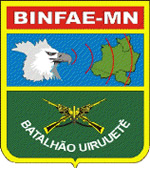
Batalhão de Infantaria da Aeronáutica Especial de Manaus – BINFAE-MN.

Em 24 de março de 1970, o destacamento foi desativado e em seu lugar foi criada a Base Aérea de Manaus - BAMN. Na mesma data foi ativado o 1º/9º GAv Esquadrão Arara, ativados em 31 de março do mesmo ano. Ambas organizações vêm se destacando no cenário nacional, a primeira, por representar a principal organização logística da Força Aérea Brasileira na Amazônia Ocidental, comportando além do Primeiro Esquadrão do Nono Grupo de Aviação - 1º/9ºGAv, o Sétimo do Oitavo Grupo de Aviação – 7º/8º GAv, o Sétimo Esquadrão de Transporte Aéreo – 7º ETA, o Batalhão de Infantaria da Aeronáutica Especial de Manaus – BINFAE-MN e o Destacamento de Suprimento e Manutenção de Manaus – DSM-MN; a segunda, pelo valioso trabalho desenvolvido nas asas do C-115 Búfalo, desativado em 2008, substituído pelo C-105 Amazonas, no cumprimento de missões de transporte e de evacuação aeromédica junto às comunidades mais longínquas da Amazônia, aos Pelotões de Fronteira do Exército Brasileiro (PEF), à Fundação Nacional de Saúde, à Polícia Federal e demais órgãos governamentais.
O trabalho desempenhado pela BAMN e por suas Unidades sediadas tem destaque por suas missões diárias em prol da vigilância e soberania do espaço aéreo e as missões do Correio Aéreo Nacional (CAN), cruzando os céus da Amazônia e levando assistência médico-odontológico para as comunidades mais isoladas da região.
Em 9 de janeiro de 1981, a BAMN passou a sediar também o 7°/8° GAv - Esquadrão Harpia e, em 4 de julho de 1983, o 7°ETA - Esquadrão Cobra.
Desde 1994 porta a insígnia da Ordem do Mérito Militar, concedida pelo presidente Itamar Franco.
A Base Aérea de Manaus abriga ainda o 4º Batalhão de Aviação do Exército Brasileiro, que utiliza helicópteros Eurocopter AS.565 Pantera (HM-1), AS 532 UE - Cougar (HM-3) (versão do Eurocopter AS-332 Super Puma) e Sikorsky UH-60 Blackhawk (HM-2).

## Unidades

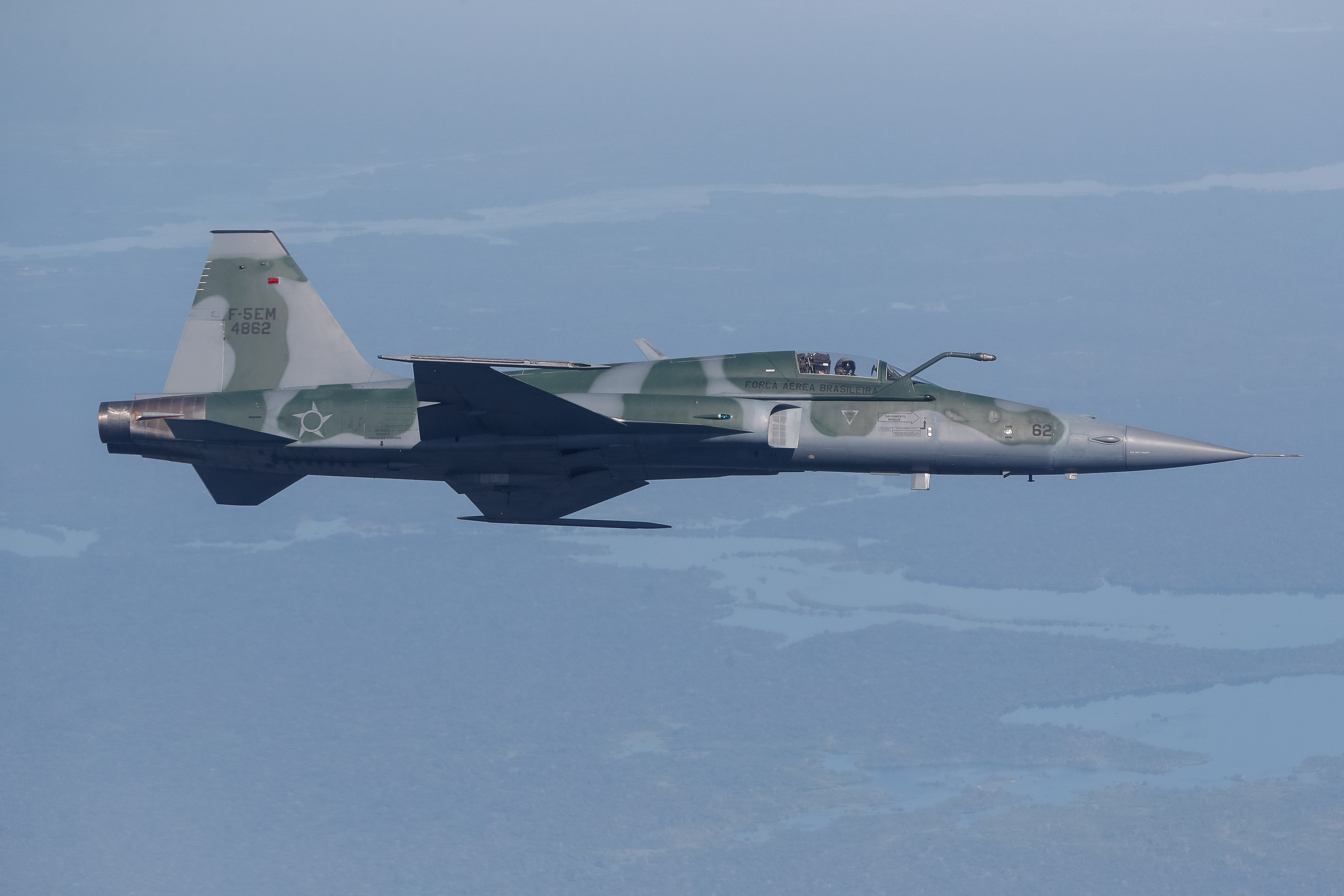
Caça F-5 do Esquadrão Pacau escoltando o Avião Presidencial do Brasil, em Manaus.

- 1° Esquadrão do 9° Grupo de Aviação (1º/9º GAv), o Esquadrão Arara, o último esquadrão da FAB a utilizar os C-115 (De Havilland DHC-5 Buffalo), sendo que já recebeu as primeiras aeronaves CASA/EADS C295, fabricados na Espanha, aqui denominados C-105 Amazonas, tendo recebido até 15 de outubro de 2007 um total de oito aeronaves.[6] O esquadrão é reconhecido pelo valioso trabalho desenvolvido nas asas do C-115 Búfalo, desativado em 2008, substituído pelo C-105 Amazonas, no cumprimento de missões de transporte e de evacuação aeromédica junto às comunidades mais longínquas da Amazônia, aos Pelotões de Fronteira do Exército Brasileiro (PEF), à Fundação Nacional de Saúde, à Polícia Federal e demais órgãos governamentais.[7]

- 7° Esquadrão do 8° Grupo de Aviação (7º/8º GAV), o Esquadrão Harpia, com helicópteros H-60L (Sikorsky UH-60L Black Hawk).[8]

- 7° Esquadrão de Transporte Aéreo (7º ETA), o Esquadrão Cobra, com aeronaves C-95 e C-95B (Embraer EMB-110 Bandeirante), C-98 (Cessna 208 Caravan) e C-97 Brasília (Embraer EMB-120 Brasília).[9]

- 1º Esquadrão do 4º Grupo de Aviação – (1º/4ºGAv), o Esquadrão Pacau, marca para a Base Aérea de Manaus o início de uma nova empreitada, pois soma esforços às demais unidades aéreas sediadas, no sentido de cumprir com mais eficácia a missão de manter a soberania do espaço aéreo nacional com vistas à defesa da Pátria, em consonância com a Estratégia Nacional de Defesa.[10]

- Hospital de Aeronáutica de Manaus

O Serviço de Saúde da Aeronáutica em Manaus surgiu em julho de 1969. Em 1982 o hospital foi inaugurado atendendo os preceitos de saúde.
- Batalhão de Infantaria da Aeronáutica Especial de Manaus – BINFAE-MN[12]

- Esquadrão de Material Bélico (EMB)[13]

- Destacamento de Suprimento e Manutenção de Manaus – DSM-MN[14]

## Dados Técnicos
Altitude: 81 metros
Pistas
- Cabeceiras: 09/27
- Comprimento: 2318 x 45 metros
- Superfície: asfalto